# 鈴木行
鈴木 行（すずき いく、本名：鈴木 肇、10月4日 - ）は、日本の男性アニメーター、アニメーション演出家、アニメーション監督。

## 経歴・人物
CM演出時代にひこねのりおに師事。
その後、フリーとしてサンライズ作品に参加。富野由悠季作品の助監督を務め、『戦闘メカ ザブングル』ではアイキャッチを全て担当した。
各話演出としての活動が多かったが、『HAPPY★LESSON』（2002年）以降は1970 - 80年代を彷彿とさせるような遊びの多い演出を多用した人情コメディタッチの作品を、ほぼ1年に1作品程度のペースで手がけている（「参加作品」を参照）。
2016年以降はJ.C.STAFF作品やスタジオ雲雀作品の各話演出を行っている。

## 参加作品

### 監督作品
- 昆虫物語 みなしごハッチ（1989年 - 1990年）
- ダークキャット（1991年、OVA）
- らんま1/2 決戦桃幻郷! 花嫁を奪りもどせ!!（1992年、劇場）
- ハロー張りネズミ〜殺意の領分〜（1992年、OVA）
- MOTHER 最後の少女イヴ（1993年、劇場)
- 湘南純愛組! 第3巻（1995年、OVA）
- 闘魔鬼神伝ONI（1995年）[1]
- ズッコケ三人組 楠屋敷のグルグル様（1995年）
- こどものおもちゃ（1995年、OVA）
- FAKE（1996年、OVA）
- MAZE☆爆熱時空（1997年）
- MAZE☆爆熱時空 天変脅威の大巨人（1998年）
- ジバクくん（1999年 - 2000年）
- 遙かなる時空の中で-紫陽花ゆめ語り-（2002年、OVA）
- HAPPY★LESSON THE TV（2002年）
- らいむいろ戦奇譚（2003年）
- HAPPY★LESSON ADVANCE（2003年）
- DearS（2004年）
- 吉永さん家のガーゴイル（2006年）
- MOONLIGHT MILE（2007年）
- いっしょにとれーにんぐ（2009年、OVA）
- ヴァイス・サヴァイヴ（2009年）
- 夢色パティシエール（2009年 - 2010年）
- 夢色パティシエールSP プロフェッショナル（2010年）
- 召しませロードス島戦記 〜それっておいしいの?〜（2014年）[2]
- 霊剣山 星屑たちの宴（2016年）※シリーズ構成兼任

### 絵コンテ・演出など
1979年
- 科学冒険隊タンサー5（1979年 - 1980年、絵コンテ・演出）
- サイボーグ009（1979年 - 1980年、演出）

1980年
- 未来ロボ ダルタニアス（ストーリーボード）
- 無敵ロボ トライダーG7（1980年 - 1981年、ストーリーボード・演出）
- おじゃまんが山田くん（1980年 - 1982年、絵コンテ）

1981年
- 愛の学校クオレ物語（絵コンテ）
- 最強ロボ ダイオージャ（1981年 - 1982年、ストーリーボード・演出）
- うる星やつら（1981年 - 1986年、アシスタントディレクター・絵コンテ・演出）

1982年
- 戦闘メカ ザブングル（1982年 - 1983年、ストーリーボード・演出）

1983年
- 聖戦士ダンバイン（1983年 - 1984年、ストーリーボード・演出）
- パーマン（1983年 - 1987年、演出）

1984年
- 銀河漂流バイファム（絵コンテ）
- 重戦機エルガイム（ストーリーボード）

1986年
- めぞん一刻（1986年 - 1988年、絵コンテ・演出）

1987年
- アニメ80日間世界一周（1987年 - 1988年、絵コンテ）

1988年
- ミスター味っ子（絵コンテ）

1989年
- らんま1/2 熱闘編（1989年 - 1992年、絵コンテ）

1990年
- からくり剣豪伝ムサシロード（1990年 - 1991年、絵コンテ）

1992年
- 美味しんぼ 特別編「究極対至高 長寿料理対決」（1992年）、「日米コメ戦争」（1993年）絵コンテ（竹内啓雄と共同）・演出）
- ママは小学4年生（ストーリーボード・演出）

1994年
- 覇王大系リューナイト（演出）
- ヤマトタケル（絵コンテ）
- メタルファイター・MIKU（絵コンテ）

1995年
- スレイヤーズ（絵コンテ）
- 鬼神童子ZENKI（絵コンテ・演出）

1998年
- アリスSOS（演出）
- こちら葛飾区亀有公園前派出所（絵コンテ）
- ロスト・ユニバース（絵コンテ）
- スレイヤーズごぅじゃす（演出）
- 魔術士オーフェン（1998年 - 1999年、絵コンテ・演出）

1999年
- 彼氏彼女の事情（演出）
- KAIKANフレーズ（1999年 - 2000年、絵コンテ・演出）
- パパと踊ろう（絵コンテ）
- 今、そこにいる僕（1999年 - 2000年、絵コンテ）

2000年
- 闇の末裔（演出）
- だぁ!だぁ!だぁ!（2000年 - 2002年、絵コンテ・演出）

2001年
- 魔法戦士リウイ（絵コンテ）
- パラッパラッパー（演出）

2003年
- 真月譚 月姫（演出）

2004年
- R.O.D -THE TV-（絵コンテ）

2005年
- ハチミツとクローバー（絵コンテ）

2008年
- 灼眼のシャナII -Second-（絵コンテ）
- シゴフミ（演出）
- みなみけ〜おかわり〜（絵コンテ）
- ネットゴーストPIPOPA（2008年 - 2009年、絵コンテ・演出）
- 隠の王（絵コンテ）

2012年
- 獣旋バトル モンスーノ（絵コンテ）

2013年
- 義風堂々!! 兼続と慶次（絵コンテ）

2014年
- マギ The kingdom of magic（演出）
- Re:␣ ハマトラ（絵コンテ）

2015年
- 乱歩奇譚 Game of Laplace（絵コンテ）

2016年
- ダンガンロンパ3-The End of 希望ヶ峰学園- 未来編（絵コンテ）

2017年
- うらら迷路帖（絵コンテ）
- MARGINAL＃4 KISSから創造るBig Bang（絵コンテ）
- クズの本懐（絵コンテ）
- ソード・オラトリア ダンジョンに出会いを求めるのは間違っているだろうか外伝（絵コンテ）
- カブキブ!（絵コンテ）
- 鬼灯の冷徹 第弐期（絵コンテ）
- このはな綺譚（絵コンテ）

2018年
- 斉木楠雄のΨ難 (第2期)（絵コンテ）
- 殺戮の天使（絵コンテ）
- 叛逆性ミリオンアーサー（絵コンテ・演出）

2019年
- デート・ア・ライブIII（絵コンテ）
- マナリアフレンズ（絵コンテ）
- ギヴン（絵コンテ）
- まちカドまぞく（絵コンテ）
- ケンガンアシュラ（絵コンテ）
- 食戟のソーマ 神ノ皿（絵コンテ）
- ラディアン（絵コンテ）

2020年
- 食戟のソーマ 豪ノ皿（絵コンテ・演出）
- ミュークルドリーミー（絵コンテ）
- ダンジョンに出会いを求めるのは間違っているだろうかIII（絵コンテ）

2021年
- WIXOSS DIVA(A)LIVE（絵コンテ）
- スケートリーディング☆スターズ（絵コンテ）
- BLUE REFLECTION RAY/澪（絵コンテ）

2022年
- 薔薇王の葬列（絵コンテ）
- 失格紋の最強賢者（絵コンテ）
- 現実主義勇者の王国再建記（絵コンテ）
- まちカドまぞく 2丁目（絵コンテ）

2023年
- シュガーアップル・フェアリーテイル（絵コンテ）
- 贄姫と獣の王（絵コンテ）

2024年
- Re:Monster（絵コンテ）
- 2.5次元の誘惑（絵コンテ）
- 魔法使いになれなかった女の子の話（絵コンテ）
- 来世は他人がいい（絵コンテ）
- やり直し令嬢は竜帝陛下を攻略中（絵コンテ）
- Duel Masters LOST 〜追憶の水晶〜（絵コンテ）

2025年
- アポカリプスホテル（絵コンテ）
- 男女の友情は成立する?（いや、しないっ!!）（絵コンテ）
- 美男高校地球防衛部ハイカラ!（絵コンテ）